# Ampelisca abdita
Ampelisca abdita is een vlokreeftensoort uit de familie van de Ampeliscidae. De wetenschappelijke naam van de soort is voor het eerst geldig gepubliceerd in 1964 door Mills.